# Jean Lutz
Jean Lutz (Reisdorf, 6 mei 1888 – Luxemburg-Stad, 20 februari 1961) was een Luxemburgs architect.

## Leven en werk
Jean Lutz was een zoon van spoorwegbeambte Michel Lutz en Marguerite Majerus. Hij bezocht de École d'artisans de l'État in Limpertsberg en studeerde architectuur in Parijs. Tussen 1918 en 1940 had hij een eigen architectenbureau in Diekirch. Lutz en zijn broer Hubert richtten in 1920 samen met de vennootschap Diederich et Paquet de firma 'Lutz frères et Cie' op, een onderneming voor de winning en exploitatie van ruwe gips. Hij trouwde in 1922 met Marguerite Walburga (Gritty) Donven (1899-1980). Hun zoon Narce Lutz (1925-1984) volgde als architect in zijn vaders voetsporen. Van 1940 tot 1956 was Jean Lutz chef de service bij het 'Office des dommages de guerre' (Dienst Oorlogsschade). Naast zijn werk als architect, tekende Lutz. Hij sloot zich aan bij de kunstenaarsvereniging Cercle Artistique de Luxembourg (CAL).
Jean Lutz overleed op 73-jarige leeftijd en werd begraven in Weimerskirch.

## Enkele werken
- 1935 Maison Lichtfuss in Hollerich.
- 1935 Grand Hôtel de Beaufort, in Beaufort.[6]
- Hôtel du Moulin in Bourscheid.
- Hôtel de la Gare in Vianden.